# Чокрак (платформа)
Чокрáк — колишній пасажирський залізничний зупинний пункт Запорізької дирекції Придніпровської залізниці на електрифікованій лінії Запоріжжя I — Федорівка між станціями Таврійськ (4,1 км) та Бурчацьк (6 км). Розташований на південній околиці міста Василівка Запорізької області.

## Пасажирське сполучення
З 2013 року скасована зупинка приміських електропоїздів на  зупинному пункті Чокрак через економічну нерентабельність.